# Egon Braun
Egon Braun (* 10. September 1906 in Triest; † 14. September 1993 in Wien) war ein österreichischer Philosophiehistoriker und Klassischer Archäologe.
Egon Braun wuchs in Triest und Krain auf. Ab 1925 studierte er Klassische Philologie, Vergleichende Sprachwissenschaft und Archäologie an der Universität Wien. Nach der Promotion arbeitete er ab dem 1. September 1929 als provisorischer Hilfsarbeiter beim Österreichischen Archäologischen Institut (ÖAI), dem er bis an sein Lebensende verbunden blieb. 1932 wechselte er ins Archiv, wo er bis zum Oberstaatsarchivar aufstieg. Später wirkte er als Lehrbeauftragter am Institut für Klassische Philologie der Universität Wien.
Brauns Forschungsarbeit war der Politik des Aristoteles und den Grabungen des ÖAI gewidmet. Er redigierte die Jahreshefte des ÖAI (ab 1929), die Museums- und Grabungsführer des ÖAI (ab 1935), die Grabungsberichte von Salona (ab 1939) und Ephesos (ab 1951), die Einzelpublikationen des ÖAI (ab 1951) und die Beiträge zur römerzeitlichen Bodenforschung in Österreich (ab 1955).

## Schriften (Auswahl)
- Quatenus in sermone Sallustiano poetica lectaque dictio reperiatur. Wien 1929
- Die Kritik der lakedaimonischen Verfassung in den Politika des Aristoteles. Klagenfurt 1956 (Kärntner Museumsschriften 12)
- Aristoteles über Bürger- und Menschentugend: Zu Politica III, 4 und 5. Graz/Wien/Köln 1961
- Das dritte Buch der Aristotelischen ‚Politik‘: Interpretation. Wien/Graz 1965